# The Glass Passenger
 (mars 2023).
Si vous disposez d'ouvrages ou d'articles de référence ou si vous connaissez des sites web de qualité traitant du thème abordé ici, merci de compléter l'article en donnant les références utiles à sa vérifiabilité et en les liant à la section « Notes et références ».
Albums de Jack's Mannequin
Everything in Transit
(2005) People and Things
(2011)
The Glass Passenger est le second album du groupe de piano rock Jack's Mannequin. Il est sorti en 2008 sous le label Sire Records. 

## Liste des chansons
| No  | Titre                           | Durée |
| --- | ------------------------------- | ----- |
| 1.  | Crashin                         | 4:06  |
| 2.  | Spinning                        | 2:53  |
| 3.  | Swim                            | 4:16  |
| 4.  | American Love                   | 3:43  |
| 5.  | What Gets You Off               | 5:13  |
| 6.  | Suicide Blonde                  | 3:28  |
| 7.  | Annie Use Your Telescope        | 3:08  |
| 8.  | Bloodshot                       | 3:58  |
| 9.  | Drop Out - The So Unknown       | 3:33  |
| 10. | Hammers and Strings (A Lullaby) | 4:34  |
| 11. | The Resolution                  | 3:06  |
| 12. | Orphans                         | 2:39  |
| 13. | Caves                           | 8:19  |
| 14. | Miss California                 | 3:54  |